# 레프리콘: 오리진스
《레프리콘: 오리진스》(영어: Leprechaun: Origins)는 미국에서 제작된 잭 리포브스키 감독의 2014년 공포 영화이다. 레프리콘 시리즈 일곱 번째 영화이며, 시리즈 리부트 작품이다. 스테퍼니 베넷 등이 출연하였다.
속편 《레프리콘 리턴즈》(2018, Leprechaun Returns)로 이어진다.

## 출연진
- 스테퍼니 베넷
- 앤드루 던바
- 멀리사 록스버그
- 브렌던 플레처
- 딜런 "혼스워글" 포스틀
- 개리 초크
- 티치 그랜트
- 브루스 블레인
- 메리 블랙
- 에밀리 울레루프
- 애덤 보이스
- 게리 피터먼

## 기타 제작진
- 의상: 에이샤 리
- 분장: 앤드리아 맨처
- 헤어: 샤메인 클라크